# Neochelanops michaelseni
Neochelanops michaelseni är en spindeldjursart som först beskrevs av Simon 1902.  Neochelanops michaelseni ingår i släktet Neochelanops och familjen blindklokrypare. Inga underarter finns listade i Catalogue of Life.